# Osiris de Azevedo Lopes Filho
Osiris de Azevedo Lopes Filho (Cachoeiro de Itapemirim, 1940 - Brasília, 26 de fevereiro de 2009) foi um advogado tributarista, professor universitário e secretário da Receita Federal do Brasil.

## Biografia
Osiris Lopes Filho foi bacharel pela Universidade do Brasil / Faculdade Nacional de Direito (1963), pós-graduado em Política e Administração Aduaneira pela Fundação Getúlio Vargas, mestre em Direito e Estado pela Universidade de Brasília - UnB (1981), professor de Direito Tributário e Direito Financeiro da Universidade de Brasília (1978-2004), professor e coordenador técnico de pós-graduação em direito da Fundação Getúlio Vargas em Brasília (1997-2002).
Publicou o livro Regimes Aduaneiros Especiais com prefácio do Dr. Geraldo Ataliba, pela editora Revista dos Tribunais (São Paulo, 1984). Foi componente de diversas bancas de concurso para auditor fiscal, procurador da fazenda, procurador da Justiça do Trabalho e juiz federal. Foi Assessor do Ministro da Fazenda, Secretário da Receita Federal, Chefe de Gabinete da Secretaria-Geral da Presidência da República, Diretor da Faculdade de Direito da Universidade de Brasília, Diretor Geral da Escola de Administração Fazendária, Conselheiro de Contribuintes do Ministério da Fazenda, Presidente do Conselho Diretor do Centro Interamericano de Administradores Tributários. Advogado inscrito na OAB desde 1964 com experiência profissional nas áreas constitucional, processual, administrativa e tributária.
Osiris Lopes Filho capitaneou a Receita Federal entre 1993 e 1994, durante o governo do ex-presidente Itamar Franco, e conseguiu elevar em 50% a arrecadação no período, mas sem aumentar a carga tributária - que foi mantida em 22% do PIB. Também criou os Centros de Atendimento ao Contribuinte (CAC's).
Ele deixou o comando da Receita Federal em 1994 após ter sido impedido de cobrar imposto de importação sobre o excesso de bagagem da seleção brasileira de futebol, que retornava, naquele momento, dos Estados Unidos (EUA) com o tetracampeonato mundial.
Lopes Filho também foi professor de Direito Tributário na Universidade de Brasília (UnB) e coordenador técnico de Pós-Graduação em Direito da Fundação Getúlio Vargas (FGV). Ocupou ainda a chefia de gabinete da Secretaria-Geral da Presidência da República.

## Carga de impostos e tributação dos ricos
Lopes Filho era crítico mordaz do alto nível da carga tributária brasileira. Segundo sua visão, o alto nível da carga tributária, que voltou a bater recorde em 2007, estimula a sonegação de tributos por parte dos contribuintes. Ele acreditava que o estado é muito grande, e que, deste modo, consome muitos recursos. Quando foi secretário da Receita, Osiris Lopes Filho também começou a fiscalizar os ricos. Naquele momento, foi atrás de pessoas que mantinham bens como iates e aviões e os confrontou com sua renda declarada, e chegou a ver até mesmo se os seus funcionários tinham carteira assinada.

## CPMF
Em debate no Congresso Nacional em setembro de 2007, que se debruçava naquele momento sobre a prorrogação da CPMF, ele foi taxativo ao contradizer outras autoridades presentes e avaliar que o imposto do cheque seria da "pior qualidade" possível. No fim daquele ano, o tributo foi barrado pelo Senado Federal e deixou de ser cobrado no início de 2008.
Lopes Filho lembrou, durante o debate, que, em 1993, quando surgiu o Imposto Provisório Sobre Movimentação Financeira (IPMF), pouco antes de ele mesmo assumir o cargo na Receita Federal, buscava-se um imposto provisório.
"O 'P' da CPMF é de 'passageiro' e não de provisório. Passageiro no sentido de que sempre arrumam uma emenda para ele não deixar de existir", disse. Osíris Lopes Filho afirmou que, por estar na Receita Federal em 1993, apesar de não concordar com o imposto, teve de implementá-lo.
"Houve uma operação de transformismo tributário. O que era imposto virou contribuição [em 1997]. A CPMF é como um tributo gilete: corta dos dois lados, na produção e no consumo", disse naquele momento.
O advogado tributarista e ex-secretário da Receita Federal Osiris Lopes Filho morreu numa quinta-feira (26), às 8h30, no hospital Santa Lúcia, em Brasília, por complicações decorrentes de um Acidente Vascular Cerebral (AVC), ele tinha 69 anos. O corpo do ex-secretário da Receita Federal foi velado no cemitério Campo da Esperança, em Brasília.